# Luci Corneli Sul·la (cònsol 5 aC)
Luci Corneli Sul·la (en llatí Lucius Cornelius P. F. P. N. Sulla) va ser un magistrat romà net de Publi Corneli Sul·la (cònsol 66 aC) i fill de Publi Corneli Sul·la.
Va ser cònsol l'any 5 aC juntament amb el mateix Octavi August